# Elezioni parlamentari in Austria del 1990
Le elezioni parlamentari in Austria del 1990 si tennero il 7 ottobre per il rinnovo del Nationalrat, il Consiglio nazionale.
In seguito all'esito elettorale, Franz Vranitzky, esponente del Partito Socialista d'Austria, fu confermato Cancelliere, nell'ambito di un governo di grande coalizione col Partito Popolare Austriaco.

## Risultati
| Liste                                    | Voti      | %     | Seggi |
| ---------------------------------------- | --------- | ----- | ----- |
| Partito Socialista d'Austria             | 2 012 787 | 42,78 | 80    |
| Partito Popolare Austriaco               | 1 508 600 | 32,06 | 60    |
| Partito della Libertà Austriaco          | 782 648   | 16,63 | 33    |
| L'Alternativa Verde                      | 225 084   | 4,78  | 10    |
| Verdi Uniti dell'Austria                 | 92 277    | 1,96  | –     |
| Associazione della Sicurezza Sociale     | 35 833    | 0,76  | –     |
| Partito Comunista d'Austria              | 25 682    | 0,55  | –     |
| Comunità Elettorale Cristiana            | 9 263     | 0,20  | –     |
| Partito Cristiano Democratico            | 6 194     | 0,13  | –     |
| Piattaforma Elettorale I Grigi d'Austria | 3 996     | 0,08  | –     |
| Fritz Georg                              | 2 530     | 0,05  | –     |
| Totale                                   | 4 704 894 | 100   | 183   |

| Riepilogo dei voti (+/- elezioni 1986)  | Riepilogo dei voti (+/- elezioni 1986) | Riepilogo dei voti (+/- elezioni 1986) | Riepilogo dei voti (+/- elezioni 1986) | Riepilogo dei voti (+/- elezioni 1986) | Riepilogo dei voti (+/- elezioni 1986) | Riepilogo dei voti (+/- elezioni 1986) |
| --------------------------------------- | -------------------------------------- | -------------------------------------- | -------------------------------------- | -------------------------------------- | -------------------------------------- | -------------------------------------- |
| Partito Socialista d'Austria            | Partito Socialista d'Austria           | Partito Socialista d'Austria           |                                        |                                        | 42,78%                                 | ▼ 0,33                                 |
| Partito Popolare Austriaco              | Partito Popolare Austriaco             | Partito Popolare Austriaco             |                                        |                                        | 32,06%                                 | ▼ 9,22                                 |
| Partito della Libertà Austriaco         | Partito della Libertà Austriaco        | Partito della Libertà Austriaco        |                                        |                                        | 16,63%                                 | ▲ 6,91                                 |
| L'Alternativa Verde                     | L'Alternativa Verde                    | L'Alternativa Verde                    |                                        |                                        | 4,78%                                  | ▼ 0,04                                 |
| Verdi Uniti d'Austria                   | Verdi Uniti d'Austria                  | Verdi Uniti d'Austria                  |                                        |                                        | 1,96%                                  | ▲ 1,94                                 |
| Altri <1,00%                            | Altri <1,00%                           | Altri <1,00%                           |                                        |                                        | 1,77%                                  | ▲ 0,74                                 |
| Riepilogo dei seggi (+/- elezioni 1986) |                                        |                                        |                                        |                                        |                                        |                                        |
|                                         |                                        |                                        |                                        |                                        |                                        |                                        |
| SPÖ                                     | 80                                     | ━                                      |                                        | Die Grünen                             | 10                                     | ▲ 2                                    |
| ÖVP                                     | 60                                     | ▼ 18                                   |                                        | FPÖ                                    | 33                                     | ▲ 15                                   |